# Cerianthula spinifer
Cerianthula spinifer är en korallart som först beskrevs av Beneden 1897.  Cerianthula spinifer ingår i släktet Cerianthula och familjen Botrucnidiferidae. Inga underarter finns listade i Catalogue of Life.